# Йокоте
Йоко́те (яп. 横手市 Ёкотэ-си) — город в Японии, расположенный в юго-восточной части префектуры Акита. Город расположен в одноименной впадине. 
Основан 1 апреля 1951 года путём слияния посёлка Ёкотэ и сёл Сакаэ и Асахи уезда Хирака. 1 октября 2005 года посёлки Хирака, Дзюмондзи, Масуда, Омоногава, Омори и сёла Саннай и Тайю уезда Хирака были поглощены Йокоте.
Площадь города составляет 693,04 км², население — 93 288 человек (1 августа 2014), плотность населения — 134,61 чел./км².

## Города-побратимы
- Ацуги, Япония (1985)
- Нака, Япония (2004)